# Omar Barghouti
Pour les articles homonymes, voir Barghouti.
Omar Barghouti, est cofondateur de la campagne BDS pour le boycott des productions issues des colonies juives (associée au mouvement Boycott, désinvestissement et sanctions). 
Il analyse la séparation en Israël entre Arabes et Juifs sur le modèle de l'apartheid en Afrique du Sud, théorie apparue au début des années 1970.
Il est né au Qatar et de nationalité Jordanienne. Il est issu d’une famille palestinienne exilée en 1967.
Il reçoit, en 2017, le Prix Gandhi pour la paix.

## Biographie
Né au Qatar en 1964, Omar Barghouti une fois adulte part s'installer en Égypte puis fait ses études à Ramallah, à l'université de Colombia à New-York ainsi qu'à l'université de Tel Aviv. Il déménage en Israël, pays qu'il appelle au boycott et vit depuis 1993 dans la ville d’Acre. Il obtient un doctorat de l'Université de Tel Aviv, bien qu'il appelle aussi à boycotter les universités du pays.

## Activités politiques
Membre-fondateur, en 2004, de la P.A.C.B.I. (Campagne palestinienne pour le boycott académique et culturel d’Israël (en)), Omar Barghouti est l'auteur de Boycott, Désinvestissement, Sanctions, paru en 2010 aux éditions La Fabrique, maison d'édition qui s'est fait connaître par la publication d'essais engagés politiquement dans la mouvance de la gauche radicale. 
En décembre 2007 il partage ses opinions personnelles lors d'une interview avec une journaliste italienne : « Israël et le sionisme ont perdu tout le respect et l’admiration dont ils ont joui autrefois au niveau international. Ils sont en train de devenir des parias. Israël, un État dont les incessantes actions de purification ethnique et de déshumanisation criminelle des Palestiniens se font de façon plus ou moins ouvertes, n’a plus recours qu’à la brutalité, au terrorisme intellectuel, et à l’intimidation vis-à-vis de la communauté internationale ».
Omar Barghouti propose des mesures visant à sanctionner les institutions israéliennes pour leur rôle dans des « politiques racistes, coloniales et discriminatoires ».
Il est arrêté par les autorités israéliennes en mars 2017 alors qu'il devait se rendre aux États-Unis pour y recevoir le prix Gandhi pour la paix.
En 2019, son entrée aux États-Unis lui est refusée.